# 河南省人民政府国有资产监督管理委员会
河南省人民政府国有资产监督管理委员会，简称河南省国资委，是中华人民共和国河南省人民政府直属正厅级特设机构，成立于2009年。河南省国资委负责监管河南省省属企业的国有资产，河南省人民政府授权其代表履行出资人职责。

## 监管企业
河南省国资委旗下企业拥有14家上市公司：中原证券、银鸽投资、安彩高科、郑煤机、郑州煤电、豫能控股、中原高速、神马股份、大有能源、平煤股份、易成新能、大地传媒、同力水泥、安阳钢铁。
河南省国资委网站列出如下28家监管企业：
- 河南能源化工集团有限公司
- 中国平煤神马能源化工集团有限责任公司
- 安阳钢铁集团有限责任公司
- 郑州煤炭工业（集团）有限责任公司
- 河南交通投资集团有限公司
- 河南投资集团有限公司
- 中原出版传媒投资控股集团有限公司
- 河南省机场集团有限公司
- 河南日报报业集团有限公司
- 河南物资集团公司
- 河南省煤层气开发利用有限公司
- 河南省民航发展投资有限公司
- 河南机械装备投资集团有限责任公司
- 洛阳铜加工集团有限责任公司
- 洛阳单晶硅有限责任公司
- 中原证券股份有限公司
- 河南农业综合开发公司
- 河南铁路投资有限责任公司
- 河南水利投资集团有限公司
- 河南省国有资产控股运营集团有限公司
- 郑州粮食批发市场有限公司
- 中原信托有限公司
- 中国河南国际合作集团有限公司
- 河南省建设集团有限公司
- 河南省中原石油天然气开发有限公司
- 河南豫港控股集团有限公司
- 河南电影电视制作集团有限公司
- 河南商贸集团有限公司